# Erika Aittamaa
Maria Erika ”Riiga” Olofsdotter Aittamaa, född Kruukka 22 februari 1866 i Junosuando i Pajala församling i Norrbottens län, död 15 december 1952 i Junosuando församling, var en svensk hemslöjdare och innovatör. Hon bodde i Lovikka och var den som 1892 utvecklade Lovikkavanten.
Aittamaa var en del av den meänkielitalande tornedalska befolkningen i norra Sverige. Hennes man August Aittamaa arbetade i skogen och familjen var fattig med många barn. För att tjäna pengar brukade Erika Aittamaa sticka för försäljning. En gång då hon skulle sticka ett par extra tjocka vantar gjorde hon ett misstag; vantarna blev så tjocka och stela att beställaren inte ville ha dem. Erika tvättade och borstade vantarna med en ullkarda så att de blev skönare, och lovikkavanten blev till. Detta ska ha skett år 1892.
Efterfrågan på Erikas vantar blev så stor att hon fick lära andra hur de gjordes. Att sticka lovikkavantarna fick en stor betydelse som inkomstkälla för kvinnor i Tornedalen, särskilt under 1930-talet.  Aittamaa lade till ett färgat mönster på vantarna på begäran av samiska kunder. Hon omnämndes i folkräkningen 1930 med titeln "vantfabrikör".